# Jozjasz I (hrabia Waldeck-Eisenberg)
Jozjasz I (ur. 18 marca 1554 na zamku Eisenberg, zm. 6 sierpnia 1588 tamże) – hrabia Waldecku-Eisenberg.

## Życie
Był synem hrabiego Waldeck-Eisenberg Wolrada II (1509-1578) i jego żony Anastazji Gintery Schwarzburg-Blankenburg (1526-1570).
Pochowany dnia 9 sierpnia 1588 w Korbach.

## Rodzina i dzieci
8 marca 1582 ożenił się z Marią z Rudolstadt (ur. 8 kwietnia 1563; zm. 29 grudnia 1619), córką hrabiego Albrechta X z Rudolstadt i jego żony Marii z Anhaltu-Zerbst. Mieli czworo dzieci:
- Anastazję Małgorzatę (* 1584)
- Chrystiana (ur. 25 grudnia 1585, zm. 31 grudnia 1637) ∞ 1604 Elżbieta z Nassau-Siegen
- Juliannę (ur. 11 kwietnia 1587, zm. 28 lutego 1622) ∞ 1606 Ludwig I z Erbach-Erbach (1579-1643)
- Wolrada IV (ur. 7 czerwca 1588, zm. 6 października 1640) ∞ 1607 Anna Badeńska (1587-1649)